# ベネディクト・リフシッツ

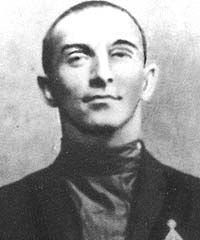
ベネディクト・リフシッツ

ベネディクト・コンスタンチノヴィチ・リフシッツ（ロシア語: Бенеди́кт Константи́нович Ли́вшиц、1887年1月6日‐1938年9月21日）は、ロシアの詩人、翻訳家である。

## 略歴
1887年1月6日（ユリウス暦1886年12月25日）、オデッサの裕福なユダヤ系商人の家に生まれる。学生運動への参加が原因でノヴォロシア大学を退学になったあと、聖ウラジーミル大学の法学部に移り1912年に同大学を卒業した。卒業後はペトロフスキー歩兵第88連隊で志願兵として軍役に従事した。
1910年、ペテルブルクで刊行されていたアクメイズムの雑誌「アポロン」に三篇の詩が掲載される。1911年の12月にダヴィド・ブルリュークと知り合い、彼とその弟たちと共に、後に未来派の中心的グループとなるギレヤを結成。1914年、ペテルブルクにマリネッティが訪問した際には、フレーブニコフとともに挑戦的なビラを撒いた。同年、画家ゲオルギー・ヤクーロフ、作曲家アルトゥール・ルリエーとともに未来派のマニフェスト「我々と西欧」を発表。さらに第一次世界大戦勃発を受けて徴兵され、聖ゲオルギー勲章を受賞。
1933年、回想記『一個半眼の射手』を発表。
翻訳家としては、フランス象徴主義詩、およびグルジア詩の翻訳に従事した。
大粛清の最中の1937年に逮捕、投獄され、翌年に「右翼トロツキスト」「人民の敵」の罪状により死刑となる。家族には、「通信の権利のない10年の懲役刑」という虚偽の通達がなされた。スターリン死後の1957年10月24日に名誉回復された。

## 著作
- 詩集『マルシュアスの笛』（Флейта Марсия、1911年）
- 詩集『狼の太陽』（Волчье солнце、1914年）
- 詩集『湿気た沼地から』（Из топи блат 、1922年）→改題『沼地のメドゥーサ』（Болотная медуза ）
- 詩集『パトモス』（Патмос、1926年）
- 詩集『クロトンの真昼』（Кротонский полдень、1928年）
- 回想記『一個半眼の射手』（Полутораглазый стрелец、1933年）
- 翻訳『ロマン主義者からシュルレアリストまで　フランス詩アンソロジー』（От романтиков до сюрреалистов: Антология французской поэзии、1934年）
- 詩集『カルトヴェリの頌歌』（Картвельские оды、1964年）